# .pn
.pn là tên miền quốc gia cấp cao nhất (ccTLD) của Đảo Pitcairn.
Tên miền cấp cao nhất là chủ đề tranh cãi vào năm 2000, giữa Tom Christian, người được ủy quyền quản lý tên miền của ICANN, vầ chính quyền của đảo, cuối cùng được giải quyết bởi ICANN quy định tên miền được ủy quyền lại cho Hội đồng Đảo Ptcairn.